# Onthophagus punneeae
Onthophagus punneeae là một loài bọ cánh cứng trong họ Bọ hung (Scarabaeidae).